# 灵霓大堤
27°54′29″N 120°59′25″E / 27.90796855846319°N 120.99037170410156°E
灵霓大堤，也稱靈霓北堤。是连接浙江省温州市洞头区灵昆岛和霓屿岛之间的一座大型海堤，洞头县半岛工程的组成部分。该工程计划在靈昆、霓屿两岛之间修建南北两座大堤，中间促淤围垦13万亩。2006年4月29日，灵霓北堤通车，全长14.5公里，是中国目前最长的跨海大堤。目前，灵霓北堤成为洞头区出入的主要通道，纳入 330国道。